# あいおいニッセイ同和損保タフウルズ
あいおいニッセイ同和損保タフウルズ（あいおいニッセイどうわそんぽタフウルズ、アルファベット表記：Aioi Nissay Dowa Insurance Toughours）は、2023年現在トップイーストリーグCグループに所属するあいおいニッセイ同和損害保険を母体とするラグビーチーム。

## 概要
- 1972年に創部[1]。2018-2019シーズンまでADラガークラブだった[2]。

## リーグ戦戦績
- 2015-2016 関東社会人リーグ2部Bブロック 2位（4勝1敗）
- 2016-2017 関東社会人リーグ2部Bブロック 2位（5勝1敗）
- 2017-2018 関東社会人リーグ2部Bブロック 優勝（6勝）、2部順位決定戦：1位、関東社会人リーグ1部へ昇格
- 2018-2019 関東社会人リーグ1部 優勝（7勝）、順位決定戦：3位、トップイーストリーグDiv.2へ昇格[3]
- 2019-2020 トップイーストリーグDiv.2 2位（5勝2敗）、順位決定戦：4位、リーグ再編に伴いトップイーストリーグCグループへ参入[4]
- 2020-2021 リーグ戦中止
- 2021-2022 トップイーストリーグCグループ 3位（5勝2敗）
- 2022-2023 トップイーストリーグCグループ 6位（3勝4敗）
- 2023-2024 トップイーストリーグCグループ 3位（5勝2敗）
- 2024-2025 トップイーストリーグCグループ 8位（1勝7敗）、入替戦：勝利、トップイーストリーグCグループ残留